# هافنرباخ
هافنرباخ (به آلمانی: Hafnerbach) یک منطقهٔ مسکونی در اتریش است که در ناحیه زانکت پولتن-لاند واقع شده‌است. هافنرباخ ۱٬۶۴۷ نفر جمعیت دارد.